# 2019冠狀病毒病澤西疫情
2019冠状病毒病泽西疫情，介绍在2019新型冠狀病毒疫情中，在泽西发生的情况。

## 时间轴
2020年3月10日，泽西岛确诊首例新冠肺炎病例，患者有意大利旅行史。
3月11日，泽西岛确诊第二例新冠肺炎病例。
3月19日，新增确诊5例，累计确诊10例。
截至4月11日，共確診198例。